# Sonic the Hedgehog
Sonic the Hedgehog serija je videoigara i medijska franšiza koju je stvorila multinacionalna tvrtka Sega. Stvorena je 1991. kao Segin vlastiti konkurent slavnoj Nintendovoj franšizi Mario. Istoimena prva videoigra postala je velik uspjeh s više od 15 milijuna primjeraka (i uz razna izdanja na novijim platformama postala je najprodavanija igrica u franšizi), i 2011. serijal je prodao više od 140 milijuna primjeraka. Uspjeh prve i druge igrice pomogao je Segi i stabilizirao na mjestu glavna Nintendova konkurenta.
Sonic igrice su pomogle uspjehu Sega Mega Drivea, koji je prodao 30,75 milijuna primjeraka. Sega Mega Drive je imao mnoge dodatke kao Sega-Mega CD i 32X, i iako su bili neuspješni, mnogi ljudi su ih kupili zbog Sonic igrica na njima, kao Sonic CD i Knuckles' Chaotix. Te igrice bi kasnije bile digitalno izdane na raznim konzolama i mobitelima. Igrica koja je načinila veliku promjenu je Sonic Adventure, prva platformska igra u 3D-u. Tada je nastala kontroverza između dviju strana grupe igrača, grupa koja voli 2D igre i ona koja voli 3D igre. Ova kontroverza traje i dan danas, i zbog toga Sega stavlja i klasičnog i modernog Sonica u igrice, započevši sa Sonic Generations.
Franšiza je trenutno 19. najporadavanija franšiza videoigara i u svibnju 2016. godine Sonic the Hedgehog franšiza dodana je Svjetskoj kući slavnih videoigara.

## Povijest

### Početci (Devedesete)
Zasluge za stvaranje glavnog lika većinom idu umjetniku Naotu Ohshimi, programeru Yujiju Naki i dizajneru Harokazi Yasuhari. Travnja 1990. godine Sega je zatražila igricu koja bi mogla prodati 1,000,000 primjeraka s likom koji bi mogao zamijeniti Alex Kidda kao maskotu trvrtke i konkurirati se sa Super Marijom. Neki od dizajnova za lika bili su zec s ušima koji se mogu rastezati (kasnije ugrađen u Ristar), čovjek nalik Theodoru Rooseveltu u pidžami (koji bi kasnije postao Doktor Robotnik) i armadilo (koji bi kasnije postao Mighty the Armadillo). Lik koji je bio odabran bio je svijetloplavi jež zvan "Mr. Needlemouse", kasnije preimenovan Sonic the Hedgehog koga je dizajnirao Naoto Ohshima. Sonic je bio stvoren s umišljenom, nadarenom "get it done" osobnosti koju je inspirirao Bill Clinton. Inspiracija za izgled i cipele bili su Michael Jackson i Djed Božićnjak. Inspiracija za Sonicovu brzinu došla je od mnogih pokušaja Yujija Nake da dovrši World 1-1 i Super Maria najbržim načinom. Sonic također ne može plivati jer je Yuji Naka mislio da ježevi ne mogu plivati. Ostale ideje za Sonica bile su da bude član benda s curom zvanom "Madonna", ali američki tim Sege, koji je vodila Madeline Schroeder preporučila je da se riješe ovoga za međunarodnu publiku, s čime se Yuji Naka složio. Originalnu sliku Sonica koja se koristi na omotu prve igrice nacrtao je Akira Watanabe, i Sonicu je u mnogim ilustracijama ostao ovakav dizajn, ali u Sonic the Hedgehog 2 veličina glave mu se promijenila.
Grupa petnaestero ljudi počeli su raditi na prvoj igrici i preimenovali se u Sonic Team. Soundtrack igrice skladao je Masato Nakamura, član Japanskog benda Dreams Come True. Sega je sponzorirala bendovu "Wonder 3" turneju, naslikali su Sonica na njihov bus uz letke koji su reklamirali igru, te su snimke igrice puštali iznad pozornice prije izlaska.
Prva igrica izašla je 23. lipnja 1991. i gejmeri i kritičari su je obožavali, i ta igra se nekad smatra još bolja od prve Super Mario igre. Inačica igrice za Game Gear i Master System izašla je 28. prosinca 1991., s novim nivoima (osim sadržane Green Hill zone). Likovi koji su se u ovoj igri pojavili bili su Sonic, Eggman, Flickiesi i Badniksi. Nakon uspjeha prve igrice, druga je izašla 21. studenog 1992. za Mega Drive, i 16. listopada iste godine za Game Gear i Master System. U ovoj igri pojavilo se još više badniksa te Sonicov najbolji prijatelj, Miles "Tails" Prower. Također se pojavljuju smaragdi kaosa i Sonicov poznati Spin Dash potez. Na Sonic 2 radio je Segin japanski tim, u americi se radila treća igrica koja je izašla 23. rujna 1993., Sonic CD za dodatak Mega Drivea, Sega-Mega CD. U ovoj igrici se pojavio Super Peel-Out potez, Metalni Sonic i Amy Rose. Prva spin-off igrica bila je Sonic Spinball za Mega Drive (12. prosinca 1993.) i Game Gear i Master Sytem (kolovoza 1994.). Ostale igre ovog desetljeća bile su SegaSonic the Hedgehog, Dr. Robotnik's Mean Bean Machine, Sonic 3 & Knuckles (u kojoj se po prvi put pojavljuje Knuckles the Echidna), Knuckles' Chaotix (prva pojava Chaotixa), Sonic 3D Blast, Sonic Jam (kompilacija starijih igrica), Sonic Chaos, Triple Trouble, Sonic Blast, Sonic R i posljednja igra 1990-ih u serijalu biva Sonic Adventure (u kojoj se po prvi put pojavljuju Big i Gama), prva 3D platformska koja je jedna od najvažnijih igrica cijele franšize jer je izazvala veliku promjenu. Neke igre koje su izašle u 1990-ima bez poznatog datuma su Waku Waku Sonic Patrol Car i Sonic Eraser (moguća prva igra). Postoji i puno više nenavedenih igara, ali navedene su samo najvažnije. Pun popis je na članku: Popis igrica u Sonic the Hedgehog serijalu.
Uz igrice, izašlo je i mnogo stripova i animacija. Prvi stripovi bili su istoimeni promotivni strip, koji se pojavio u Disney Adventures i Sega Visions časopisima, te ljetopis u Ujedinjenom Kraljevstvu koji je stvorio Grandreams limited. Prva tradicionalna serija stripova bila je Sonic the Hedgehog koju je stvorila tvrtka Archie. Prva manga bila je Sonic the Hedgehog, od tvrtke Shogakukan. Ostali stripovi bili su Sonic the Comic (Fleetway, UK), Sonic Adventures (Gamebook serija, Puffin, UK), mnogi romani koji su izašli od 1993. do 1996., Sonic Adventures (La Sirène, Francuska), slikovnice iz 1994. i Knuckles the Echidna (Archie Comics, SAD).
Neke emisije bile su Avanture Sonica, Sonic SatAM, Sonic's Christmas Blast (Božićni specijal), OVA i Sonic Underground.

### Vrijeme za promjene (2000-ih)
S izlaskom Sonic Adventure, i neuspjehom Dreamcasta, budućnost Sege bila je nepoznata za sve. Sega je najavila da postaju razvijači igrica za druge tvrtke, i da više neće stvarati svoje konzole. Unatoč tome, kao zadnji pozdrav Dreamcastu, izašao je nastavak Sonic Adventure 2001. godine (u kojoj se po prvi put pojavljuju Shadow i Rouge). 2000. nije bila jako zanimljiva za Sonica (osim jedne od zadnjih Dreamcast igrica, Sonic Shuffle), ali sve nakon toga se promijenilo. 2001. Sega je napravila noviju inačicu Sonic Adventure 2, zvana Sonic Adventure 2: Battle za novu konzolu njihovog prijašnjem glavnog suparnika, Nintendo Gamecube. 2003. Sega je napravila još jednu igru za Gamecube i PC, nova verzija Sonic Adventure (Sonic Adventure DX: Director's Cut). Iste godine izašla je prva nova igrica za konzolu koju Sega nije stvorila. Sonic Heroes za Gamecube, Xbox, PC i PlayStation 2. (Prva pojava E-123 Omege) 2001. bio je početak Sonic Advance mini-serijala (u kojoj se prvi put pojavljuje Cream). 2005. započela su tzv. tamna doba Sonica s igricom Shadow the Hedgehog, igra koju su igrači mrzili zbog nepotrebnog i neprikladnog ozbiljnog sadržaja. Nakon STH, izašla je igra Sonic Rush (prva pojava Blaze), jedna od igrica koju su igrači voljeli u ovo doba. Jednu godinu nakon stigla je Sonicova petnaesta godišnjica s igrama Sonic Riders (prva pojava Babylon Roguesa), Sonic Rivals i na kraju, najkritiziranija igrica cijelog serijala, Sonic the Hedgehog (2006.) (prva pojava Silvera). Mnogi igraći su prestali igrati igrice nakon ove, zbog loše radnje, iritantnih kontrola i beskrajnih glitcheva. 2007. izašla je prva Mario & Sonic igra, Mario & Sonic at the Olympic Games. Super Smash Bros. Brawl (2008.) bila je prva Super Smash Bros. igra u kojoj se Sonic pojavio. Sonic Unleashed bila je igra zbog koje se puno igrača vratilo, no mnogo ljudi ju nije voljelo, danas se vidi kao kultni klasik. Postoji i puno više nenavedenih igara, ali navedene su samo najvažnije. Pun popis je na članku: Popis igrica u Sonic the Hedgehog serijalu.
Što se tiče medija, Knuckles the Echidna strip je završio 2000. godine, Sonic the Comic završio je 2002. Sonic X je započeo 2003. (i završio 2006.), a strip o seriji i neki romani započeli su 2005. te završio 2009. Dash & Spin: Super Fast Sonic manga završila je 2005. 2006. i 2007. izašlo je još par romana. Sonic Universe strip, mini-serija Archie stripova, započeo je 2009. 2008. izašao je kratki promotivni film za Sonic Unleashed, Sonic: Night of the Werehog.

### Povratak legende (2010-ih)
Nakon ne baš bajnog desetljeća, Sonic se vratio s igricom Sonic Colors za Nintendo DS i Wii. No, desetljeće nije započelo s tom igrom. Prije Sonic Colors, izašle su igre Sonic the Hedgehog 4: Episode I i Sonic Free Riders. Iako te igre nisu prošle s fanovima, Sonic Colors jest, i smatra back to the roots igrom. Nakon Sonic Colors stigla je igra koja je spojila dva svijeta, Sonic Generations (2011., Xbox 360, PlayStation 3, PC, 3DS). U Sonic Generations, kao što je već bilo spomenuto, pojavljuju se i klasični i moderni likovi, s mnogim referencama starim igrama, pjesmama, elementima igrice itd. Uz to se u igri pojavilo puno koncepcijskih ilustracija, što se često nije vidjelo u starim igrama. Doživljaj i načini ove igre definirali su mnoge ostale igre (osim spin-off igara) nakon. Poslije Sonic Generations izlazilo je mnogo spin-offova i nastavaka, sve do 2013. godine s igricom Sonic Lost World (Wii U). Sonic Lost World imala je različit način igre s cjevastim nivoima i mnogim novim potezima, s većim fokusom na likove i radnju, što je dobilo raznovrsne ocjene. Nakon Sonic Lost World izašlo je još par igara koje su fanovi voljeli, ali sve se to zaustavilo igricom Sonic Boom:Rise of Lyric (Wii U, 2014.). Sonic Boom smatra se najgorom Sonic igrom uz Sonic the Hedgehog (2006.) zbog mnogih glitcheva, lošim grafikama i animacijama, te iritantnim načinima igre. Nakon Sonic Boom, interes u Sonica se malo oslabio, sve dok Sega nije napravila jednu od najvažnijih igara cijele franšize, Sonic Mania (uz poboljšanu inačicu, Sonic Mania Plus, 2017., Nintendo Switch, Xbox One, PC, PlayStation 4). Ova igra je bila slična Sonic Generations s mnogim referencama starim igrama (uz dva lika koja se nisu vidjeli od 1990-ih, Mighty i Ray), ali ova igra bila je u 2D-u i imala više referenca, i fanovi ju vole više od Sonic Generations. Sonic Mania bila je prvi dio igrice Sonic Forces (2017. PC, PS4, Xbox One, Nintendo Switch), igra još sličnija Sonic Generations zbog načina igre, no zbog zbunjive radnje i dosadnih nivoa, igra nije bila kritičan uspjeh. Team Sonic Racing trenutno je zadnja velika Sonic igra, i prva Sonic trkača igra (samo sa Sonic likovima) od Sonic Free Riders. Uz to je izašlo puno novijih verzija starih igrica na raznim konzolama. Postoji i puno više nenavedenih igara, ali navedene su samo najvažnije. Pun popis je na članku: Popis igrica u Sonic the Hedgehog serijalu.
Ovo desetljeće je bilo aktivno za Sonic medije. Sonic Boom emisija započela je 2014. i završila 2017. 2018. napravljena je mini-web serija Sonic Mania Adventures, kao nastavak Sonic Forces. 2019. izašla je promotivna mini-web serija za Team Sonic Racing, Team Sonic Racing Overdrive, te je izašao kratki film Chao in Space, koji je bio iz šale najavljen u igricama. Mini strip Sonic Boom (Archie Comics) započeo je 2014. i završio 2015. Japanski strip zvan Sonic Comic započeo je i završio 2016. Sve serije stripova Archie Comics završile su 2017. 2018. započela je serija stripova IDW Publishing, najpoznatija serija Sonic stripova osim glavne Archie Comics serije koja je trajala 25 godina.

### Što sad čeka Sonica? (2020-ih)
Godine 2020. nije izašlo novih igara (osim nove verzije Sonic 2), ali očekuju se Sonic at the Olympic Games i Mario & Sonic at the Olympic Games Tokyo 2020 - Arcade Edition.
Trenutno 2020. je aktivna godina za medije. U 2012. bio je najavljen Sonic film, te je foršpan za njega izašao 2019., no zbog negativnih mišljenja gledatelja i mržnje za Sonicov dizajn, na film su se pridružilo još animatora i poravili su Sonicov izgled. Napokon, Sonic: Super jež izašao je 13. veljače 2020, uz soundtrack i novelizaciju. Ostali mediji su novi Sonic Boom DVD i mnoga izdanja IDW Publishing stripa.

## Radnja
Franšiza nema jednu radnju koja se ponavlja u više igara, nego svaka igra ima svoju radnju s ponavljajućim temama, mjestima, likovima i predmetima. Većina igara su o izumima zlog znanstvenika, Doktora Eggmana, koje pošalje da unište Sonica i prijatelje, i da ukradu Smaragde kaosa, čarobni smaragdi koji ostvaruju korisniku jake neograničene moći. Nekad pošalje svoje izume samo da preuzmu gradove ili druga područja, napadajući Sonica na putu. Kad Eggman napada, na Sonica je da spasi svoj svijet uz pomoć izuma Tailsa i drugih prijatelja. Ove pustolovine likove vode u razna nova mjesta i zemlje. Česti ponavljajući elementi jesu:
- Prstenje: izvor energije za likove koji im pomažu tijekom nivoa da ne umru ili da se ne ozlijede. Postoje mnoge vrste prstenja, kao crveni, kojim igrač može skupljati dodatne elemente.
- Fantastični nivoi i mjesta: mnogi nivoi imaju fantastične događaje i stvari kao petlje, cvijeće koje pleše, životinje zarobljene u robotima i opruge. Neki poznati nivoi su Green Hill, City Escape, Rooftop Run, Planet Wisp, Seaside Hill itd.
- Smaragdi kaosa: čarobni mitski dragulji koji daju korisnicima njihove magije neograničene moći, mnogim likovima ostvaruju super forme, snažnije i brže forme običnih likova
- Potezi i pokreti: na avanturama likovi koriste mnoge tehnike i vještine kojim mogu poraziti zlikove. Neki poznati su Homing Attack (napad kojim likom pronađe metu i brzinom zvuka se zabije u nju) i Spin Dash (prevrtanje u kugli koje, prekidom, lik iznenadno i brzo prasne)

## Likovi
Likova u serijalu ima puno, neki likovi su samo u specifičnim kontinuitetima, neki likovi se samo pojavljuju tu i tamo, ali će se ovdje navesti samo najvažniji i oni koji se pojavljuju u najviše igrica. Za sporedne likove i likove specifične ostalim medijima, pročitajte članak Popis likova u Sonic the Hedgehog serijalu.
| Lik                    | Prva pojava                         | Posljednja pojava                 | Opis                                                                           | Trenutni glas                                             |
| ---------------------- | ----------------------------------- | --------------------------------- | ------------------------------------------------------------------------------ | --------------------------------------------------------- |
| Sonic the Hedgehog     | Sonic the Hedgehog (1991.)          | Sonic at the Olympic Games (2020) | Brzi plavi jež s 15 godina i glavni protagonist                                | Roger Craig Smith                                         |
| Doktor Robotnik/Eggman | Sonic the Hedgehog (1991.)          | Sonic at the Olympic Games (2020) | Zli krupni znanstvenik s 300IQ i glavni antagonist                             | Mike Pollock                                              |
| Miles "Tails" Prower   | Sonic the Hedgehog 2                | Sonic at the Olympic Games (2020) | Osmogodišnji lisac s istim IQ-om kao Eggman i Sonicov najbolji prijatelj       | Colleen O'Shaughnessey                                    |
| Amy Rose               | Sonic CD                            | Sonic at the Olympic Games (2020) | Trinaestogodišnji jež koji sa sobom nosi čekić i uz to je zaljubljena u Sonica | Cindy Robinson                                            |
| Metalni Sonic          | Sonic CD                            | Sonic at the Olympic Games (2020) | Robotska kopija Sonica stvorena od Eggmana da ga porazi                        | Nema glas                                                 |
| Knuckles the Echidna   | Sonic 3                             | Sonic at the Olympic Games (2020) | Snažni ježak sa 16 godina koji je započeo kao negativac                        | Dave Mitchell                                             |
| Tim Chaotix            | Knuckles' Chatoix                   | Sonic at the Olympic Games (2020) | Tim detektiva koji se sastoji od Charmya, Vectora i Espia                      | Colleen O'Shaughnessey, Keith Silverstein, Matthew Mercer |
| Big the Cat            | Sonic Adventure                     | Sonic Racing                      | Šašavi mačak s 18 godina koji peca i druži se s žabom Froggyem                 | Kyle Hebert                                               |
| Chao                   | Sonic Adventure                     | Sonic at the Olympic Games (2020) | Anđeoska biča koji se mogu odgajati dobrim ili zlim                            | Nemaju glas                                               |
| Shadow the Hedgehog    | Sonic Adventure 2                   | Sonic at the Olympic Games (2020) | Ultimativna životna forma koju je stvorio Eggmanov ujak                        | Kirk Thornton                                             |
| Rouge the Bat          | Sonic Adventure 2                   | Sonic at the Olympic Games (2020) | Šišmiš i špijun s 16 godina koja voli dragulje                                 | Karen Strassman                                           |
| Cream the Rabbit       | Sonic Advance 2                     | Sonic at the Olympic Games (2020) | Mala zečica s 8 godina koja se druži s Chaom, Cheese                           | Michelle Ruff                                             |
| Blaze the Cat          | Sonic Rush                          | Sonic at the Olympic Games (2020) | Mačka i kraljica iz budućnosti koja kontrolira vatru                           | Erica Lindbeck                                            |
| Silver the Hedgehog    | Sonic the Hedgehog (2006.)          | Sonic at the Olympic Games (2020) | Srebrni šašavi jež iz budućnosti                                               | Bryce Papenbrook                                          |
| Sticks the Badger      | Archie Sonic Boom strip: 1. izdanje | Sonic Boom: Fire & Ice            | Hiperaktivni jazavac                                                           | Nika Futterman                                            |

## Glazba
Glazba franšize Sonic smatra se jednim od aspekata koji seriju čine popularnom. Sonic igre sadržavale su melodije raznih ljudi; Masato Nakamura iz J-pop benda Dreams Come True bio je odgovoran za glazbu prve dvije 16-bitne igre. Skladatelj Ys/Streets of Rage Yuzo Koshiro sastavio je glazbu za prvi 8-bitni naslov, osim onog što je preuzeto iz 16-bitnog naslova. Segina glazbena tvrtka, Wavemaster, radila je većinu glazbe u kasnijim naslovima. Djelatnik One Wave Master-a, Jun Senoue, član je benda Crush 40, a kroz njegove veze s bendom svirali su glavne tematske melodije Sonic Adventure igara, Sonic Heroes i Shadow the Hedgehog. Za Heroes i Shadow the Hedgehog nastupili su i drugi bendovi, poput Julien-K. Richard Jacques, koji je čest skladatelj glazbe za Sega igre, pridonio je soundtrackovima Sonic R i Saturn/PC verziji Sonic 3D Blast-a.

## Nasljedstvo i kriticizam
Serija Sonic the Hedgehog odmah je postala uspjeh, komercijalno i kritički, širom industrije videoigara. Tijekom svog prvog desetljeća postojanja, pogodio je mega-senzaciju i postao jedan od najpopularnijih medijskih franšiza diljem svijeta, uspoređujući se s Nintendo franšizom Mario, koji je imao sličan utjecaj u 1980-ima. Sega, iskorištavajući ovaj uspjeh, također je započela Sonic pothvat izvan videoigara i u drugim medijima, poput televizijskih emisija, serija stripova, filmova i igračaka. Procjene prodaje za Sonic serijal kreću se u rasponu od 80 do 100+ milijuna primjeraka prodanih kroz razdoblje svoje povijesti; ta brojka iznosi ukupno 350 milijuna kada se broje preuzimanja i kupnje putem mobilnih uređaja, dosežući listu najprodavanijih serija videoigara.
Kroz svoju povijest franšiza Sonic nominirana je i osvojila nekoliko nagrada. Dobitnik je "Izvanrednog doprinosa" Golden Joysticka, prvi koji je osvojio tu nagradu. Franšiza se također pojavila na Walk of Game i imala je nekoliko grafičkih, igranih, zvučnih i „igra godine“ priznanja godišnje. Dodijeljeno joj je sedam rekorda od strane Guinnessovih svjetskih rekorda: Gamer's Edition 2008. Rekordi uključuju "Najprodavanija igra na Sega sistemima", "Najduže trajanje stripa na temelju videoigre" i "Najprodavanija kompilacija retro igrica" ( za kolekciju Sonic Mega Collection). U Guinnessovim svjetskim rekordima: Gamer's Edition 2010, serijal Sonic the Hedgehog uvršten je na broj 15 među top 50 videoigara. U prosincu 2006. IGN je Sonic the Hedgehog proglasio 19. najvećim serijalom svih vremena, tvrdeći da "iako nedavne 3D igrice nisu najbolje, ne može se poreći snaga ove franšize".
Uz ove pohvale, Sonic je privukao i kriticizam, posebno zadnjih par godina. Uobičajena je pritužba da su varijativni stilovi igranja pronađeni u nedavnim trodimenzionalnim naslovima izostali iz izvorne formule serije. Konkretno, skok serije u 3D zabilježen je kao pad. Snažna točka kontroverze pogađa i Sonic fanove, za koje se tvrdi da su nevjerojatno dosadni. Krajem 2010. godine, Sega je izdvojila Sonic naslove s "miješanim" ili "negativnim" ocjenama u preglednom agregatoru Metacritic, poput ozloglašene igrice Sonic the Hedgehog (2006.), kako bi povećala vrijednost robne marke Sonic nakon pozitivnog prijema za igre kao Sonic the Hedgehog 4 i Sonic Colors. Neki časopisi i kritičari za videoigre također su bili vrlo kritični prema franšizi.
Unatoč nekim od svojih još očajnijih natjecatelja, Sonic the Hedgehog franšiza i dalje održava globalnu poziciju u svijetu igara, i dalje je uspješna u komercijalnoj formi i s vrlo potpornom bazom obožavatelja koja se i dalje razvija do danas.
Sonic je inspirirao mnoge Bootleg igrice.

## Vanjske poveznice
- Sonic Enciklopedija Hrvatska - Sonic the Hedgehog serijal  Arhivirana inačica izvorne stranice od 20. ožujka 2021. (Wayback Machine)
- Međunarodna službena Web stranica
- Službena Japanska Web stranica
- GameSpot: The History of Sonic
- MobyGames - Sonic the Hedgehog series  Arhivirana inačica izvorne stranice od 2. travnja 2019. (Wayback Machine)
- Sonic Gear - Portal o Sonic robi
- The Green Hill Zone